# Y29/30次列车
Y29/30次列车，又称中国—中亚国际人文专列，是往來于中华人民共和国陕西省西安市西安站及哈萨克斯坦共和國阿拉木图市阿拉木图2站之間的国际联运旅游专列服務，于2025年5月29日起开始运行。中国国铁表示，这是中国国家铁路集团有限公司深入贯彻落实首届中国—中亚峰会精神，发挥铁路运力优势，联合地方政府开行面向中亚的人文旅游专列的标志性成果。

## 列车编组
Y29/30次列车采用“国内段+境外段模式”，国内段（西安-霍尔果斯段）由西安局集团25T车底担当，境外段（霍尔果斯-阿拉木图段）由乌鲁木齐局集团25G国际联运车底担当，由于在霍尔果斯站集中换乘，因此不涉及类似K9795、9796、9797、9798次需要在换轮库更换转向架的问题（境外段车底提前配备宽轨转向架，并在霍尔果斯站设置套轨站线）。

## 时刻表
- 注：哈萨克斯坦与中国时差为2小时。